# 释茗山
释茗山（1914年—2001年），俗姓钱，名延龄，法名大鑫，号茗山，以号行，男，江苏盐城人，中国佛教僧人，曾任中国佛教协会副会长。